# Almondbank
Almondbank er en landsby (village) i regionen Perth and Kinross i Skotland. Landsbyen ligger på sydsiden af floden Almond, og er i dag i praksis en forstad til Perth 6,5 kilometer sydvest.
Ved folketællingen i 2001 havde Almondbank 610 indbyggere. 
I 2006 blev folketallet estimeret til 1.050 indbyggere.